# بارداری بین‌گونه‌ای

یک بلاستوسیست، با توده درون‌سلولی، که به جنین تبدیل می‌شود، به رنگ سبز است. لایه تروفوبلاست، که می‌تواند با گونه‌های دیگر جایگزین شود، بنفش‌رنگ است.

بارداری بین‌گونه‌ای یا حاملگی بین‌گونه‌ای (به انگلیسی: Interspecific pregnancy) (به معنای واقعی کلمه بارداری بین گونه‌ها است، که به آن بارداری برون‌گونه‌ای یا بیگانه‌حاملگی نیز گفته می‌شود) بارداری است که شامل رویان یا جنین وابسته به گونه دیگری غیر از ناقل است. اکیداً وضعیتی را که جنین دورگه ناقل و گونه دیگری باشد را مستثنی می‌کند و در نتیجه احتمال اینکه ناقل مادر زیست‌شناختی فرزند باشد را منتفی می‌کند. به‌طور دقیق، بارداری بین‌گونه‌ای نیز از اندوپارازیتیسم متمایز می‌شود، جایی که فرزندان انگل در درون جاندار از گونه دیگری و نه لزوماً در رحم رشد می‌کنند.
هیچ رویداد طبیعی شناخته‌شده‌ای ندارد، اما می‌توان به‌طور مصنوعی با انتقال رویان یک گونه به رحم گونه دیگر به دست آورد.